# Hannah Darling
Hannah Darling, född 30 maj 1996, är en kanadensisk rugbyspelare.
Darling var med och tog guld i sjumannarugby vid Panamerikanska spelen 2015 i Toronto med Kanadas landslag.
Darling tävlade för Kanada vid olympiska sommarspelen 2016 i Rio de Janeiro. Hon var en del av Kanadas lag som tog brons i sjumannarugby.